# 光州広域市記念物
光州広域市記念物（クァンジュこういきし きねんぶつ）は、大韓民国の文化遺産保護制度で、市道指定文化財の一つ。上位の文化財に指定されていないものの中で「貝塚・古墳・城址・宮址などの史跡址の中で歴史的・学術的な価値のあるもの、景勝地としての芸術性・観覧上の価値があるもの、及び動物・植物・鉱物・洞窟などの中で学術的な価値のあるもの」を対象として、光州市が条例により指定する。

## 光州広域市記念物一覧
| 番号    | 登録名                 | 所在地 | 管理者               |
| ------- | ---------------------- | ------ | -------------------- |
| 第001号 | 環碧堂                 | 北区   | 個人                 |
| 第002号 | 鄭地将軍礼葬石墓       | 北区   | 個人                 |
| 第003号 | 全尚毅将軍礼葬石墓     | 北区   | 全尚毅将軍遺跡保存会 |
| 第004号 | 忠孝洞旌閭碑閣         | 北区   | 個人                 |
| 第005号 | 許百錬春雪軒           | 東区   | 個人                 |
| 第006号 | 呉之湖家               | 東区   | 個人                 |
| 第007号 | 褒忠祠                 | 南区   | 褒忠祠管理事務所     |
| 第008号 | 梁松川墓域             | 光山区 | 済州楊氏門中         |
| 第009号 | 氷月堂                 | 光山区 | 個人                 |
| 第010号 | 漆石洞のイチョウ       | 南区   | 南区                 |
| 第011号 | 梁氏三綱門             | 光山区 | 個人                 |
| 第012号 | 高氏三綱門             | 南区   | 長興高氏門中         |
| 第013号 | 龍児生家               | 光山区 | 個人                 |
| 第014号 | 武珍古城址             | 北区   | 北区                 |
| 第015号 | ウィルソン宣教師私宅   | 南区   | 全南老会維持財団     |
| 第016号 | 忠孝洞のヤナギ         | 北区   | 北区                 |
| 第017号 | 楊林洞のヒイラギモドキ | 南区   | 基督教南長老会       |
| 第018号 | 花潭祠                 | 西区   | 花潭祠保存会         |
| 第019号 | 鶴洞のケヤキ           | 東区   | 全南大病院           |
| 第020号 | 月渓洞長鼓墳           | 光山区 | 光山区               |
| 第021号 | 金谷洞製鉄遺跡         | 北区   | 光山金氏門中         |
| 第022号 | 明花洞長鼓墳           | 光山区 | 光山区               |
| 第023号 | 范世東先生墓           | 光山区 | 錦城范氏侍郎公派宗中 |
| 第024号 | 掛鼓亭樹               | 南区   | 個人                 |
| 第025号 | 光州北洞天主教会       | 北区   | 光州北洞天主教会     |
| 第026号 | 光州学生運動発祥地     | 北区   | 光州市               |